# Tumi
El tumi (quítxua) és un tipus de ganivet cerimonial utilitzat per distintes cultures precolombines a l'antic Imperi Inca. Aquesta eina era utilitzada tant per fer sacrificis animals i de persones, així com per a fer intervencions quirúrgiques, fins i tot al cap.
La forma habitual del tumi és amb la fulla en forma de mitja lluna, estant el mànec format per una figura humana o animal.
Avui dia es conserven distints tumis en museus de tot el món; hi ha fins i tot tumis fabricats en or, com els que es conserven al Museo Oro del Perú.